# Sembradora

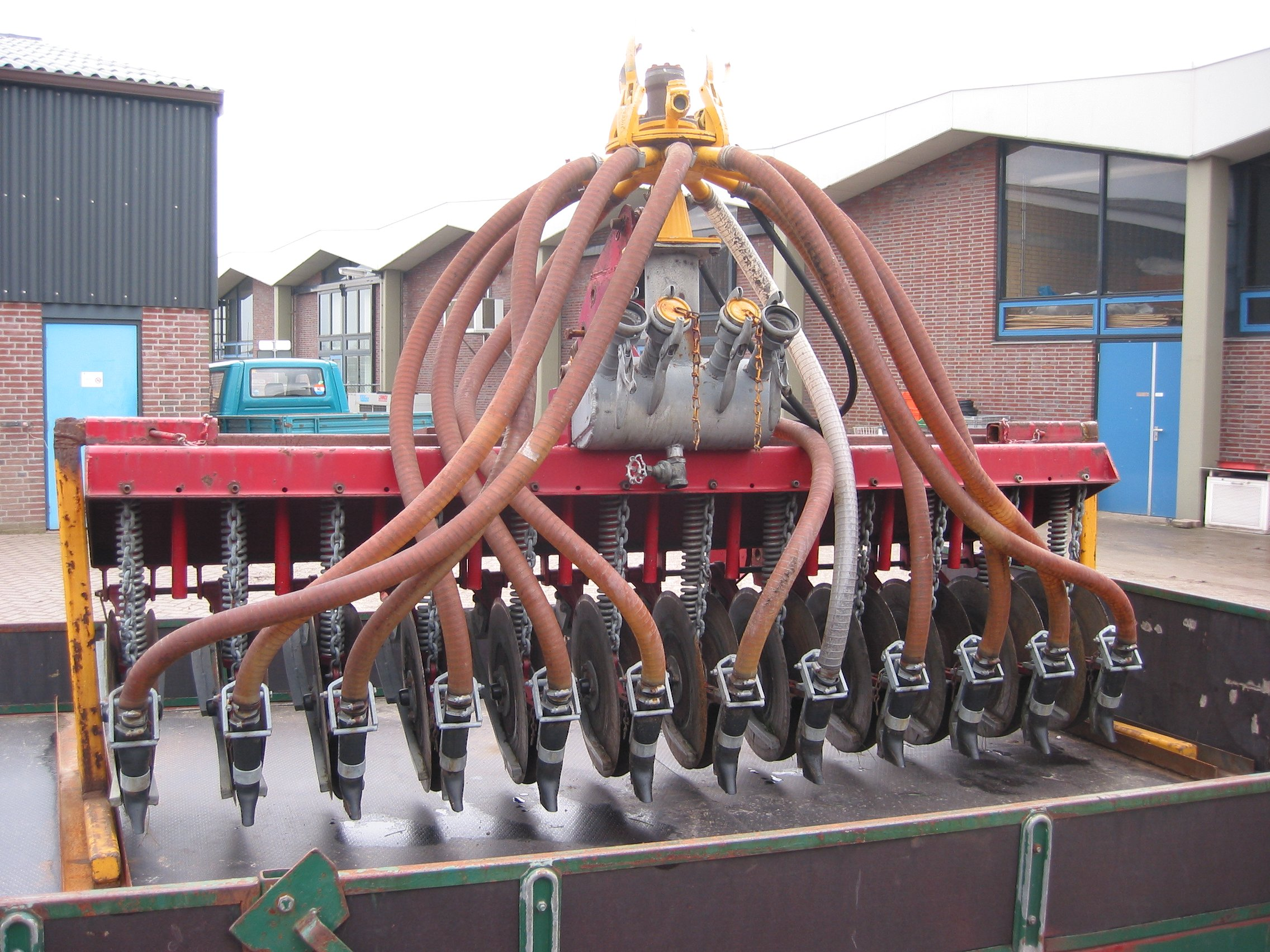
Part d'una sembradora, on s'aprecia els discos que obren el solc perquè es dipositi la llavor, la qual cau pel tub.

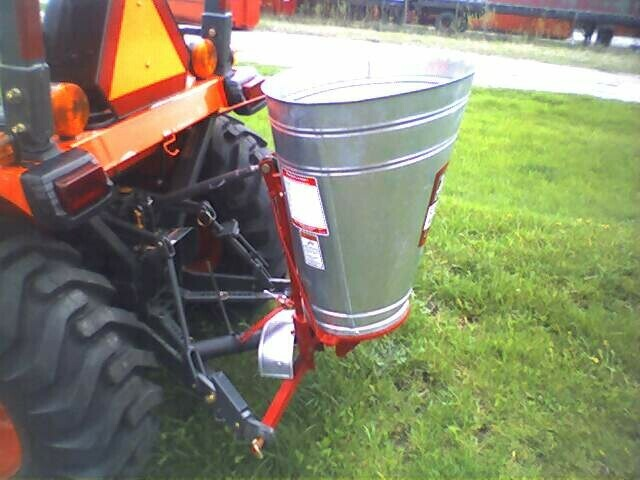
Exemple de sembradora.

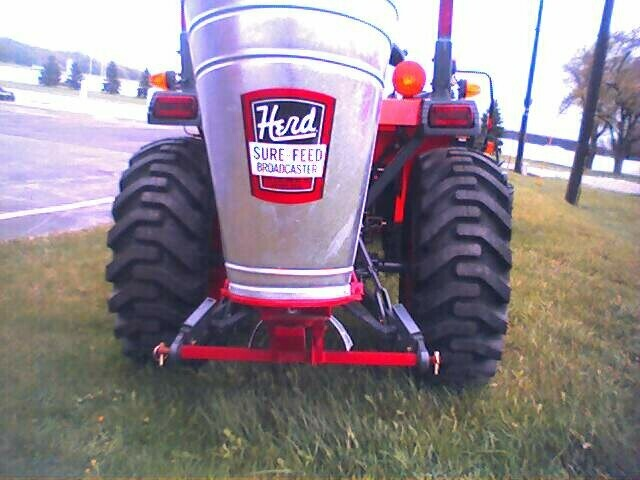
Exemple de sembradora.

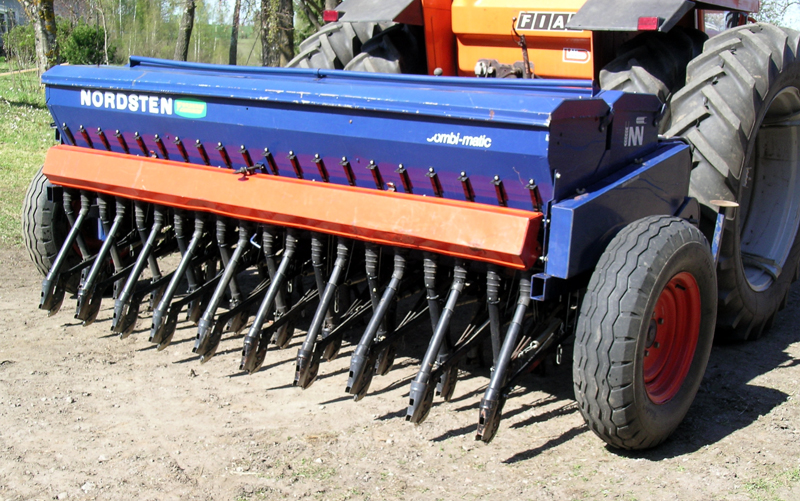
Sembradora i fertilitzat.

En agricultura es denomina  sembradora  a una màquina destinada a sembrar, antigament es solia fer amb una mena de sínia arrossegada per cavalleries, però en l'actualitat són arrossegades per un tractor que també mou el mecanisme interior.
La sembradora va ser "reinventada" el 1701 per l'agricultor Jethro Tull.
La majoria d'aquestes màquines, davant dels tubs pels que es distribueixen els grans, porten unes reixes que van obrint el solc en què es dipositen, i uns rodets o grades que els cobreixen després de terra.
Existeixen diversos tipus:
- A rajolí
- Monogra
- Adequades per realitzar la sembra havent llaurat prèviament la terra
- Sembradores per sembra directa
- Amb calaix per llavor, sense calaix, amb calaix per llavor més calaix per fertilitzant, etc.